# Новоподолье
Новоподолье (укр. Новоподілля) — село в Березанском районе Николаевской области Украины.
Население по переписи 2001 года составляло 117 человек. Почтовый индекс — 57425. Телефонный код — 5153. Занимает площадь 0,453 км².

## Местный совет
57425, Николаевская обл., Березанский р-н, с. Даниловка, ул. Заречная, 60